# Seligeria galinae
Seligeria galinae är en bladmossart som beskrevs av Mogensen och I. Goldberg 2003. Seligeria galinae ingår i släktet dvärgmossor, och familjen Seligeriaceae. Inga underarter finns listade i Catalogue of Life.